# Яп Мол
Якоб "Яп" Мол (нід. Jacob "Jaap" Mol, 3 лютого 1912, Куг-ан-де-Зан — 9 грудня 1972, Амстердам) — нідерландський футболіст, що грав на позиції нападника, зокрема за клуб КФК, а також національну збірну Нідерландів.

## Клубна кар'єра
У футболі дебютував 1928 року виступами за команду КФК, кольори якої і захищав протягом восьми сезонів. 
З 1936 року один сезон грав за ДВС (Амстердам). У 1937 році перейшов в клуб «Коледж Ігнатіус», а ще через рік в «Зандам», де і завершив кар'єру гравця в 1941 році.

## Виступи за збірну
1931 року дебютував в офіційних матчах у складі національної збірної Нідерландів. Протягом кар'єри у національній команді, яка тривала 4 роки, провів у її формі 5 матчів, забивши 1 гол.
Був присутній в заявці збірної на чемпіонаті світу 1934 року в Італії, але на поле не виходив.
Помер 9 грудня 1972 року на 61-му році життя.